# Pictures at Eleven
《Pictures at Eleven》은 영국의 하드 록 밴드 레드 제플린 출신 가수 로버트 플랜트의 데뷔 솔로 음반으로, 1982년 6월 28일에 발매되었다. 제네시스의 드러머 필 콜린스는 이 음반의 8곡 중 5곡을 드럼으로 연주했다. 전 레인보우 드러머 코지 파월은 〈Slow Dancer〉와 〈Like I've Never Been Gone〉에서 드럼을 다루었다. 이 제목은 미국 TV 뉴스에서 종종 들을 수 있는 문구였는데, 이 문구는 나중에 방송국의 밤 11시 뉴스 프로그램에서 보여질 관심사에 대한 간략한 발표 이후에 나온 것이다. 《Pictures at Eleven》은 레드 제플린의 음반사 스완 송 레코드에 수록된 유일한 플랜트의 솔로 음반이다. 플랜트의 다음 음반인 1983년 《The Principle of Moments》가 발매될 무렵, 스완 송은 기능을 중단했고 플랜트는 애틀랜틱 레코드에 의해 배급될 에스 파란자라는 이름의 자신의 레이블을 시작했다. 라이노 엔터테인먼트는 2007년 3월 20일 보너스 트랙이 포함된 리마스터드 버전의 음반을 발매했다.

## 평가
| 전문가 평가              | 전문가 평가 |
| 평가 점수                | 평가 점수   |
| 출처                     | 점수        |
| ------------------------ | ----------- |
| Allmusic                 | 4/별        |
| Christgau's Record Guide | B           |
| Rolling Stone            | [ 4 ]       |
| The Village Voice        | B+          |

커트 로더는 《롤링 스톤》에 대한 현대적 리뷰에서 "이러한 그루브에서 새로운 것은 전혀 없지만, 그가 무엇을 하는지 정확히 아는 누군가가 듣는 순전히 형식적인 스릴은 《Pictures at Eleven》을 거의 소박한 야망에도 불구하고 하나의 이벤트로 만든다"고 썼다. 《빌리지 보이스》의 로버트 크리스트가우는 더 둔한 음악가들과 더 기억하기 쉬운 숨은 뜻으로 레드 제플린의 청각적 감성을 재현한 플랜트의 능력에 깊은 인상을 받았지만, 궁극적으로 그 음악은 다소 미미하다고 느꼈다.

## 곡 목록
모든 곡들은 특별한 언급이 없는 한 로버트 플랜트와 로비 블런트에 의해 작사/작곡하였다.
| #  | 제목                      | 작사·작곡                       | 재생 시간 |
| -- | ------------------------- | ------------------------------- | --------- |
| 1. | 〈Burning Down One Side〉 | 플랜트, 블런트, 제럴드 우드로프 | 3:55      |
| 2. | 〈Moonlight in Samosa〉   |                                 | 3:58      |
| 3. | 〈Pledge Pin〉            |                                 | 4:01      |
| 4. | 〈Slow Dancer〉           |                                 | 7:43      |

| #  | 제목                          | 작사·작곡                | 재생 시간 |
| -- | ----------------------------- | ------------------------ | --------- |
| 5. | 〈Worse Than Detroit〉        |                          | 5:55      |
| 6. | 〈Fat Lip〉                   | 플랜트, 블런트, 우드로프 | 5:05      |
| 7. | 〈Like I've Never Been Gone〉 |                          | 5:56      |
| 8. | 〈Mystery Title〉             |                          | 5:16      |

| #   | 제목                                                  | 작사·작곡                | 재생 시간 |
| --- | ----------------------------------------------------- | ------------------------ | --------- |
| 9.  | 〈Far Post〉                                          | 플랜트, 블런트, 우드로프 | 4:28      |
| 10. | 〈Like I've Never Been Gone (Live at Houston, 1983)〉 |                          | 7:31      |

## 인증
| 국가                       | 인증     | 판매량/출하량 |
| -------------------------- | -------- | ------------- |
| 오스트레일리아 (ARIA)      | 골드     | 35,000^       |
| 캐나다 (뮤직 캐나다)       | 플래티넘 | 100,000^      |
| 영국 (BPI)                 | 실버     | 60,000^       |
| 미국 (RIAA)                | 플래티넘 | 1,000,000^    |
| ^출하량을 기반으로 한 인증 |          |               |